# Menagerie (Bill Withers)
Menagerie è il sesto album in studio del cantautore statunitense Bill Withers, pubblicato dalla Columbia Records nel 1977.

## Descrizione
Menagerie è nel complesso meno introspettivo rispetto ai precedenti album di Bill Withers. Nessuna delle canzoni affronta emozioni intensamente personali che hanno dato un aspetto oscuro alle prime tracce di Bill Withers come "Use Me", "Better Off Dead" o "Who Is He (And What Is He to You)". Anche gli arrangiamenti sono generalmente allegri e ariosi, con "I Want to Spend the Night" e "Tender Things" che hanno una distinta atmosfera latina, e "Lovely Night for Dancing" e "She Wants To (Get On Down)" che mostrano influenze disco. Il singolo principale "Lovely Day" è diventato una delle canzoni più famose di Bill Withers, in particolare nel Regno Unito, dove è stata una delle prime dieci hit sia nella sua versione originale che in una versione remixata nel 1988. Menagerie ha raggiunto il 16º posto nella classifica R&B e il 39° nella Billboard 200. È stato l'album più venduto di Bill Withers nel Regno Unito, dove ha raggiunto la ventisettesima posizione.

## Tracce
1. Lovely Day (Bill Withers, Skip Scarborough) – 4:15
2. I Want to Spend the Night (Bill Withers) – 3:41
3. Lovely Night for Dancing (Bill Withers) – 5:51
4. Then You Smile at Me (Bill Withers, Clarence McDonald) – 4:54
5. She Wants To (Get On Down) (Bill Withers, Larry Nash) – 3:15
6. It Ain't Because of Me Baby (Bill Withers, Michael Jones) – 3:31
7. Tender Things (Bill Withers) – 5:02
8. Wintertime (Cliff Coulter) – 3:17
9. Let Me Be the One You Need (Bill Withers, Skip Scarborough) – 4:44

## Formazione
- Bill Withers – voce (tracce 1-9), cori (tracce 1-4, 6-9), chitarra (traccia 2), tastiere (traccia 3)
- Ray Parker Jr. – chitarra (tracce 1, 4-7)
- Clarence McDonald – tastiere (tracce 1, 4, 6, 7, 9), arrangiamenti archi (tracce 1, 6, 8), arrangiamenti fiati (tracce 6, 8), arrangiamenti (7)
- Dean Gant – tastiere (traccia 2)
- Clifford Coulter – tastiere (tracce 5 e 8), assolo sintetizzatore (traccia 8)
- Mike Jones – sintetizzatore (traccia 6)
- Jerry Knight – basso (tracce 1, 4, 6)
- Keni Burke – basso (tracce 2, 3, 5, 7, 8, 9)
- Russ Kunkel – batteria (tracce 1, 2, 7, 8, 9), shaker (traccia 1)
- Alvin Taylor – batteria (tracce 3 e 6)
- Ralph MacDonald – percussioni (tracce 1-4, 6-9)
- Paul Riser – arrangiamenti fiati  (tracce 2-4, 9) arrangiamenti archi (tracce 2-5, 9)
- Charles Veal – violino (tracce 1-4, 6-9)
- Pat Hodges, Denita James eJessica Smith - cori  (traccia 5)

## Produzione
- Bill Withers – produttore (tracce 1-9)
- Clarence McDonald – produttore (tracce 1, 4, 6, 7, 9)
- Keni Burke – produttore (tracce 2, 3, 5)
- Clifford Coulter – produttore (traccia 8)
- Bob Merritt – ingegnere del suono
- Phil Jantaas – assistente ingegnere
- Roger Carpenter – design
- Lou Beach – illustrazione
- Elliot Gilbert – fotografo

## Classifiche
| Classifica (1978)        | Posizione massima |
| ------------------------ | ----------------- |
| Billboard 200            | 39                |
| Billboard Top Soul Album | 16                |